# 亚历山大·季佳京
亚历山大·尼古拉耶维奇·季佳京（俄語：Александр Николаевич Дитятин；1957年8月7日—）是一位蘇聯體操選手，曾經在1980年莫斯科奧運會上奪得8枚獎牌，為運動員在一屆奧運中奪得最多獎牌的紀錄，美國游泳選手迈克尔·弗雷德·菲尔普斯於2004年雅典奧運會追平此項紀錄。

## 外部連結
- International Federation of Gymnastics' Profile on Alexander Dityatin
- List of competitive results （页面存档备份，存于）